# Emanuele Palazzotto
Emanuele Palazzotto (Palermo, 12 dicembre 1886 – Palermo, 21 settembre 1963) è stato un architetto italiano, attivo a Palermo.

## Biografia
Nasce a Palermo nel 1886 dall'architetto Francesco Paolo Palazzotto Martinez e da Maria Concetta Follina, e viene chiamato come il nonno Emmanuele Palazzotto di cui è l'unico discendente di tale cognome, insieme ai fratelli Giovan Battista jr., che sposerà Alessandra Maniscalco Basile, nipote di Giambattista Basile, e morirà senza figli, e Domenico Palazzotto jr. (1894-1918), perito durante la prima guerra mondiale e decorato con medaglia d'argento al valor militare.
Sposa nel 1928 la baronessa Angela Mancuso Peria, la cui famiglia era originaria di Palazzo Adriano con cui avrà Francesco (1928-1982), dottore in Agraria, che si occuperà dei terreni di famiglia fino alla prematura morte, e l'architetto Vincenzo Palazzotto (1931-2005).

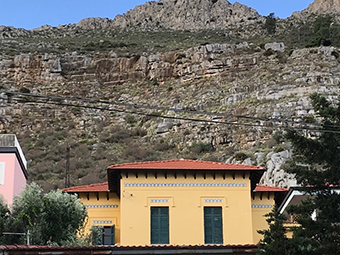
Francesco Paolo e Emanuele Palazzotto, Villino Mannino a Sferracavallo, Palermo, 1912-13 circa

## Formazione e opere
Si laurea alla Regia Scuola di Applicazioni per Ingegneri ed Architetti dell'Università degli Studi di Palermo e si specializza in Architettura al Real Istituto di Belle Arti nel 1915, all'epoca della direzione di Ernesto Basile. Già prima di questa data collabora con il padre ai lavori del villino per il prof. Lorenzo Mannino a Sferracavallo (1912-13) e, in seguito, dirige i lavori di completamento del complesso industriale S.P.I.C.A.S., poi Montecatini, di Tommaso Natale, su progetto del padre Francesco Paolo e dell’ingegnere Bullara (1919-21)

## Prime opere
Sempre a Palermo tra il 1920 e il 1925 segue i lavori di restauro-ristrutturazione di alcuni palazzi come Salvo Ugo di Pietraganzili in piazza Bologni (oggi Camerata Scovazzo, in cui interviene anche dopo i danni della Seconda Guerra Mondiale), Notarbartolo di Sciara nella zona di S. Agata alla Guilla (1922), Notarbartolo di Castelreale a Piazza Castelnuovo (1923-25, distrutto), e Scalia in via Benedetto Gravina (1926). Per i marchesi Salvo di Pietraganzili seguirà lavori di restauro per la cappella sepolcrale nel Cimitero dei Cappuccini (1925-1928).

## Attività tecnico-amministrativa
Dal 1923 dirige i lavori di costruzione del nuovo Porto di Palermo per conto della MAC ARTHUR da direttore tecnico prima, e poi da direttore generale e tecnico della S.A.I.L.E.M., fondata da Michele Barresi, fino al 1936 (quando lascerà per forti contrasti con il nuovo proprietario Romolo Vaselli, nuovo amministratore delegato dal 1934, insediatosi dopo la prematura morte di Barresi). In quel lasso di tempo sovraintenderà nella sua funzione alla costruzione del Quartiere Matteotti (già Littorio), del Palazzo delle Poste in Via Roma, di palazzo Giglio nel Viale della Libertà (demolito), di un gruppo di case coloniche in Cirenaica e, dell’ampliamento del porto di Leixões in Portogallo (dal 1931-32).

## Gli anni '30

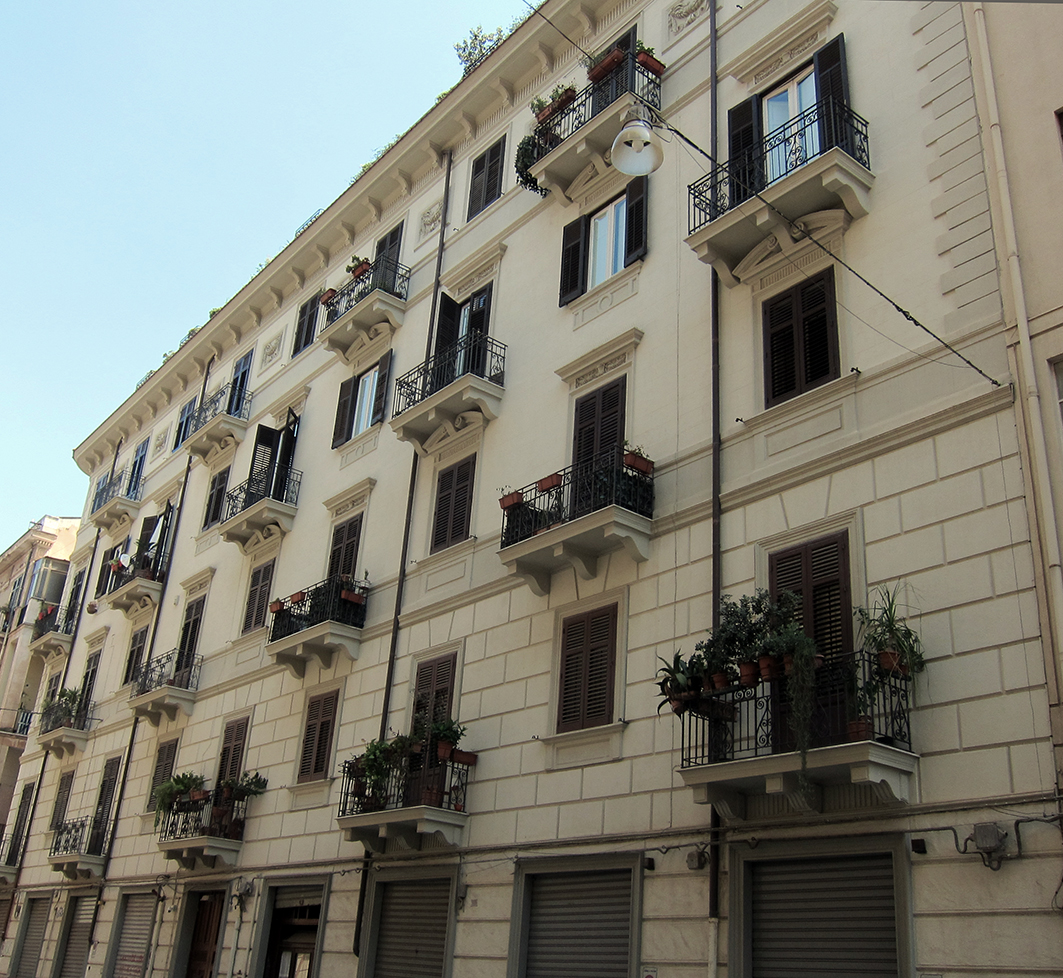
Emanuele Palazzotto, Palazzo Barresi, Palermo, 1928 circa

Intorno al 1928 aveva intanto disegnato e diretto a Palermo gli edifici impiantati sul giardino della casa di famiglia nell'allora via Impallomeni, due realizzati dall'impresa di Michele Barresi (via Tripoli, 15-17 e 30) e la casa Palazzotto in via Tripoli, 25 (1933-1934 circa). Poco oltre seguiranno la ristrutturazione del piano terreno della villa Arone di Valentino-Pottino nel Viale della Libertà, villino Palumbo a Mondello (1932 ca., via delle Palme angolo via Principessa Mafalda), la ristrutturazione con l’impianto del giardino della villa Palazzotto a Sferracavallo (1934-1940 circa) del cui fondo restante aveva già tracciato la lottizzazione ed urbanizzazione (attuali via Tacito e piazza Sallustio dal 1931 circa), la cappella funebre Barresi nel cimitero di Sant'Orsola (1931), la cappella Mannino nel cimitero di Santa Maria di Gesù e, nel 1936, la cappella funebre del barone Vincenzo Mancuso Pasciuta a Palazzo Adriano (Palermo).
In questo periodo svolge anche attività imprenditoriale quale socio azionista dell'Industria Silicati e Affini (I.S.A.) sita nella zona di via Pitré (1935-38) sempre a Palermo. 
Dal 1937 al 1963 è consigliere dell'Istituto dei Ciechi Florio e Salamone per cui svolge anche mansioni tecniche.
Nel ruolo di Segretario a capo del Sindacato interprovinciale degli Architetti di Sicilia(quello che poi divenne l'Ordine degli Architetti di Palermo), nel 1938 si oppose alla demolizione del chiosco Ribaudo di piazza Castelnuovo a Palermo di Ernesto Basile, salvando quella pregevole architettura in un momento di poca attenzione, anzi di deciso ostracismo, nei confronti del Liberty in Italia.
Nel 1939, sempre quale Segretario, organizza con gli architetti Giovan Battista Basile jr., Luigi Epifanio e Michele Perricone Engel la “Sindacale di Architettura” nei locali del Teatro Massimo Vittorio Emanuele di Palermo (inaugurata il 15 settembre) che conferma il suo interesse per l’architettura degli storici maestri palermitani; era stato lui, infatti, a segnalare nel 1934 a Salvatore Caronia Roberti l’esistenza dei “quaderni di disegni romani” di Giuseppe Venanzio Marvuglia (1729-1814) custoditi nell’archivio di famiglia.
Nel 1941 viene nominato dal Ministero dell'Educazione Nazionale membro della commissione provinciale per le Bellezze Naturali e l'anno seguente fa parte della Commissione per il Pantheon della Chiesa di San Domenico.

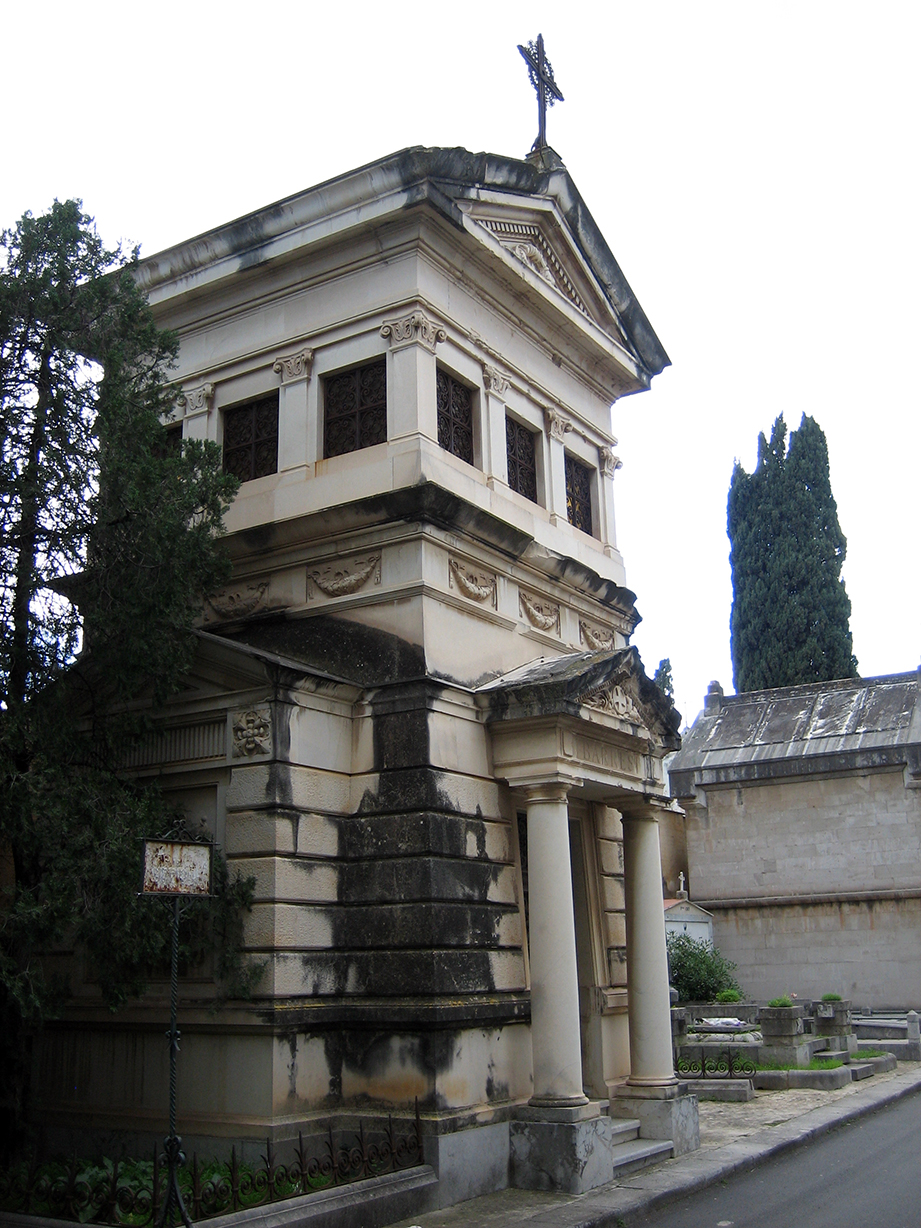
Emanuele Palazzotto, Cappella Barresi, Cimitero di S. Orsola, Palermo, 1931

## Dopo la seconda guerra mondiale
Prosegue la sua attività dopo la seconda guerra mondiale anche con altre architetture, tra cui palazzo Palazzotto (1952), un complesso di case popolari a Misilmeri (Palermo) e a Borgo Nuovo (1958). Personalità dal forte prestigio personale, ricoprì per molti anni incarichi di vertice nell'ordine professionale degli Architetti siciliano e cittadino, quale presidente tra il 1951 e il 1958.

## Progetti non realizzati
Rimangono suoi disegni per una palazzina della principessa Lanza di Scalea e per Villino Scannapieco nel Viale della Libertà sempre a Palermo